# Цвітович (Слунь)
Цвітович (хорв. Cvitović) — населений пункт у Хорватії, в Карловацькій жупанії у складі міста Слунь.

## Населення
Населення за даними перепису 2011 року становило 279 осіб.
Динаміка чисельності населення поселення: